# Luguse
Luguse (Duits: Luhuse) is een plaats in de Estlandse gemeente Hiiumaa, provincie Hiiumaa. De plaats heeft de status van dorp (Estisch: küla).
Tot in oktober 2017 behoorde Luguse tot de gemeente Käina. In die maand werd Käina bij de fusiegemeente Hiiumaa gevoegd.

## Bevolking
Het dorp had 49 inwoners op 31 december 2011 en ook 49 inwoners op 31 december 2021.

## Ligging
De plaats ligt aan de zuidoostkust van het eiland Hiiumaa aan de Baai van Jausa (Estisch Jausa laht). Bij het buurdorp Nasva begint de meest westelijke van de twee dammen die Hiiumaa met het eiland Kassari verbinden. De Tugimaantee 83, de secundaire weg van Suuremõisa via Käina naar Emmaste, loopt door Luguse.
Bij Luguse komt de gelijknamige rivier in de Baai van Jausa uit.
Luguse heeft sinds 1923 een baptistenkerk.

## Geschiedenis
Luguse werd voor het eerst genoemd in 1599 onder de naam Luckas, een Gesinde (nederzetting) op het landgoed van Putkas (Putkaste). In 1798 werd Luguse onder de naam Lugguse voor het eerst genoemd als dorp. Het dorp Põderla (Duits: Pödderlaid), dat in 1798 nog als apart dorp werd genoemd, is opgegaan in Luguse.